# Pablo Moses
Pour les articles homonymes, voir Moses.
Pablo Moses, de son vrai nom Paul Henry, né le 29 juin 1948 est un chanteur de reggae jamaicain encore en activité. Il s'est fait connaître en 1975 avec Revolutionary Dream, enregistré au Black Ark de Lee Perry. Dans la foulée de ce succès, il travaille avec divers producteurs influents.

## Biographie
Moïse a fait ses débuts dans la musique avec des groupes d'école informels. Lui et Don Prendes ont formé un groupe et ont participé à des spectacles de talents sous le nom de "The Canaries". Moses a publié plusieurs disques au cours de plusieurs décennies, mais il est surtout connu pour son premier album, Revolution's Dream de 1975, produit par Geoffrey Chung et comprenant "I Man A Grasshopper", créé par The Black Ark de Lee "Scratch". Perry. Sa chanson de 1980, A Song, a été bien accueillie par ses fans et ses critiques musicaux. Le single "Ready, Aim, Fire" de son album "In The Future" (1983) a également été bien accueilli.

## Discographie

### Albums
- 1975 - Revolutionary Dream
- 1980 - A Song
- 1981 - Pave The Way
- 1983 - In the future
- 1985 - Tension
- 1987 - Live to Love
- 1990 - We Refuse
- 1993 - Confession of a Rastaman
- 1995 - Mission
- 1998 - Reggae Live Sessions
- 1998 - In the future Dub (version dub de l'album In the Future)
- 1998 - Pave The Way Dub (version dub de l'album Pave The Way)
- 2006 - Featuring sur Upon the Bridge de Groundation
- 2010 - The Rebirth
- 2014 - Natty Will Fly Again, avec Ashanti Roy et Winston Jarrett
- 2017 - The Itinuation

### Compilations
- 1984 - Reggae Greats
- 1999 - Special Selection
- 2016 - The Revolutionary Years 1975-1983